# 帕南比
帕南比是巴西南大河州的一个市镇。总面积490.859平方公里，总人口36348人，人口密度74人/平方公里。